# Magdalena Matte
Magdalena Matte Lecaros (Santiago, 13 de agosto de 1950) es una ingeniera, empresaria y política chilena, militante de la Unión Demócrata Independiente (UDI). Se desempeñó como ministra de Vivienda y Urbanismo durante el primer gobierno del presidente Sebastián Piñera.

## Biografía

### Familia
Hija de Arturo Matte Alessandri, de quien quedó huérfana en 1965, cuando tenía catorce años, y Teresa Lecaros Izquierdo. Sus abuelos paternos fueron Arturo Matte Larraín —abogado de profesión que destacó en la política como congresista, ministro de Estado y candidato presidencial (1952), y en la industria forestal como uno de los fundadores de CMPC— y Rosa Ester Alessandri Rodríguez —hija de Arturo Alessandri, presidente del país entre 1920 y 1925 y entre 1932 y 1938, y hermana de Jorge Alessandri, primer mandatario entre 1958 y 1964—. Es prima en tercer grado de Patricia, Eliodoro y Bernardo Matte Larraín, actuales controladores de Empresas CMPC y uno de los grupos empresariales más ricos e influyentes de Chile.

### Estudios
Se formó en el Colegio Santa Úrsula de la capital chilena. Posteriormente ingresó a la Pontificia Universidad Católica, donde estudió ingeniería civil. En el segundo año de la carrera conoció a Hernán Larraín —presidente del Senado en el periodo 2004-2005—, con quien se casó en marzo de 1974. Egresó de la universidad con tres hijos (tuvo seis).

### Vida profesional y política
Siempre ha trabajado en el mundo privado, en particular en Papelera Dimar, de la que ha sido accionista y ejecutiva, tarea que ha combinado con el trabajo social.
En 2002 dirigió el Fondo Confianza que al alero de la fundación La Vaca, daba créditos a mujeres emprendedoras de escasos recursos. Asimismo, creó una red de cerca de 230 talleres de capacitación para más de 3000 mujeres en El Maule Sur, en la zona centro-sur del país.
En febrero de 2010 fue nominada por Piñera para asumir la cartera a partir del 11 de marzo. En esta responsabilidad le tocó enfrentar el proceso de reconstrucción tras el terremoto del 27 de febrero de ese año, tarea en que fue duramente criticada por la oposición de centroizquierda en los meses siguientes. Esta situación llevó a que a fines de diciembre de ese mismo año fuera interpelada por la Cámara de Diputados, convirtiéndose con ello en la primera ministra de Piñera en ser sometida a interrogatorio bajo esta figura constitucional. Renunció al cargo en abril de 2011 en medio de los cuestionamientos surgidos tras la decisión, no materializada, de pagar una millonaria indemnización a la empresa constructora Kodama.